# Blue Jeans (canción de Lynda)
«Blue Jeans» es una canción interpretada por la cantante y compositora mexicana Lynda, que se desprendió de su álbum debut de estudio Lynda (1997). Este fue lanzado como el segundo sencillo oficiam de dicho material discográfico

## Promoción
La canción también formó parte de los 90's Pop Tour junto con otros éxitos más de la cantante y de otros artistas y grupos musicales que marcaron esta década.

## Vídeo musical
Fue dirigido por Edmon Williams y muestra a la cantante cantando en un escenario con varios fondos de colores claros y llamativos, tipo teen mood. Fue lanzado a la plataforma de videos de YouTube en 2009 como la mayoría de todos sus vídeos musicales.

## Posicionamiento en listas
| Lista (1998)   | Posición |
| -------------- | -------- |
| México Top 100 | 79       |